# Mount Bailey
Mount Bailey ist ein 2553 m hoher Schildvulkan im südlichen Oregon, USA. Er liegt unweit westlich des 2799 m hohen Mount Thielsen.

## Name
Die Herkunft des Namens Mount Bailey ist nicht vollständig geklärt. Auf alten Landkarten ist er als „Old Baldy“ oder „Old Bailey“ verzeichnet. Letzteres entstand vermutlich durch Fehler in den Karten. Der vegetationsarme und dadurch kahl wirkende Gipfel gilt als Erklärung für den älteren Namen Old Baldy (Alter Kahlkopf). Eine mit dem Berg in Zusammenhang stehende Person namens Bailey konnte nicht gefunden werden. Im Jahre 1992 entschied das Oregon Geographic Names Board, den Mount Bailey offiziell zu Ehren der Naturforscher Vernon und Florence Bailey zu benennen. Laut William G. Steel, der maßgeblich an der Einrichtung des nahegelegenen Crater-Lake-Nationalparks beteiligt war, lautete die Bezeichnung der Klamath für den Vulkan Youxlokes, was in etwa Medizinberg bedeutet. Medizinmänner bestiegen den Mount Bailey, um auf dem Gipfel zu fasten und um mit höheren Wesen ihres Glaubens in Kontakt zu treten.

## Geologie
Der Mount Bailey ist Teil der Kaskadenkette. In seiner näheren Umgebung liegen mehrere kleine Schlacken- und Aschenkegel. Ähnlich wie Mount Thielsen besitzt der Vulkan in unmittelbarer Gipfelnähe recht steile Hänge. Untersuchungen ergaben, dass der Kegel maximal 100.000 Jahre alt ist. Ursprünglich stieß er Basaltandesit aus, später aber nur Andesit.
Der Schildvulkan wird von einem durch pyroklastische Ablagerungen entstandenen Kegel gekrönt. Dieser bildet heute die weithin sichtbare, über 600 m hohe Erhebung. Der Kegel dürfte während mehrerer Ausbruchsphasen entstanden sein. Etwa seit dem frühen Pleistozän ist der Mount Bailey nicht mehr aktiv. Das entspricht ungefähr dem Zeitpunkt erster vulkanischer Aktivität des inzwischen ebenfalls erloschenen Mount Mazama. Dieser liegt 20 km südöstlich.

## Nutzung
Der Mount Bailey ist ein beliebtes Wintersportgebiet. Im Sommer zieht er auch Wanderer an, die den Blick auf den nahegelegenen Diamond Lake schätzen. Der Gipfel des Vulkans ist über einen 8 km langen Pfad zu erreichen. Die Umgebung weist ausgedehnte Wälder aus Berg-Hemlocktannen, Westlichen Weymouth-Kiefern und Shasta-Tannen auf.